# لیگوتا توراوسکا
لیگوتا توراوسکا (به لاتین: Ligota Turawska) یک روستا در لهستان است که در گمینا توراوا واقع شده‌است. لیگوتا توراوسکا ۷۵۰ نفر جمعیت دارد.